# Elecciones del territorio sur de Baja California de 1974
Las elecciones del territorio sur de Baja California de 1974 se realizaron el domingo 10 de noviembre de 1974 y en ellas se eligieron los siguientes cargos del Territorio Sur de Baja California:
- Congreso constituyente. Integrado por 7 diputados electos para formalizar la creación del Estado de Baja California Sur y la redacción de su constitución.
- 3 ayuntamientos. Integrados por un presidente municipal y sus regidores, electos para un periodo de tres años.

## Resultados

### Congreso constituyente
|  | 83.0 % |

|  | 5.7 % |

|  | 5.7 % |

|  | 94.3 % |

|  | 5.7 % |

### Ayuntamientos
|  | 86.81 % |

|  | 5.44 % |

|  | 0.00 % |

|  | 92.28 % |

|  | 7.72 % |